# Beatriz Pinheiro
Beatriz Paes Pinheiro de Lemos (Viseu, 29 d'octubre del 1871 - Lisboa, 14 d'octubre del 1922), també coneguda com a Beatriz Pinheiro, o Beatriz Pinheiro de Lemos, fou una poeta, actriu aficionada, arpista, i pionera del moviment feminista.
Amb la seua parella, el poeta Carlos de Lemos, va dirigir i editar el diari Ave azul, que dedicava molts articles a l'emancipació de les dones.
Col·laborà en la revista Ànima Feminina (1907-1908), dirigida per Albertina Paraíso i Virgínia Quaresma.
Beatriz Pinheiro entrà en la Lliga Portuguesa de la Pau l'any en què es creà, el 1899, i en fou delegada a Viseu.

## Algunes publicacions

### Llibres[6]
- Serões póstumos (amb Carlos de Lemos). Viseu: Typografia da Folha, 1899
- Flores garrettianas: homenagem ao primeiro centenário do nascimento do Visconde d'Almeida Garrett 1799-1899. Viseu: 1899
- A mulher portuguesa e a guerra europeia. Lisboa: Associação de Propaganda Feminista, 1916